# Chef de lidia
 (juillet 2022).
Si vous disposez d'ouvrages ou d'articles de référence ou si vous connaissez des sites web de qualité traitant du thème abordé ici, merci de compléter l'article en donnant les références utiles à sa vérifiabilité et en les liant à la section « Notes et références ».
Le chef de lidia (espagnol : jefe de lidia) est, dans une corrida, le plus ancien des trois matadors.

## Présentation

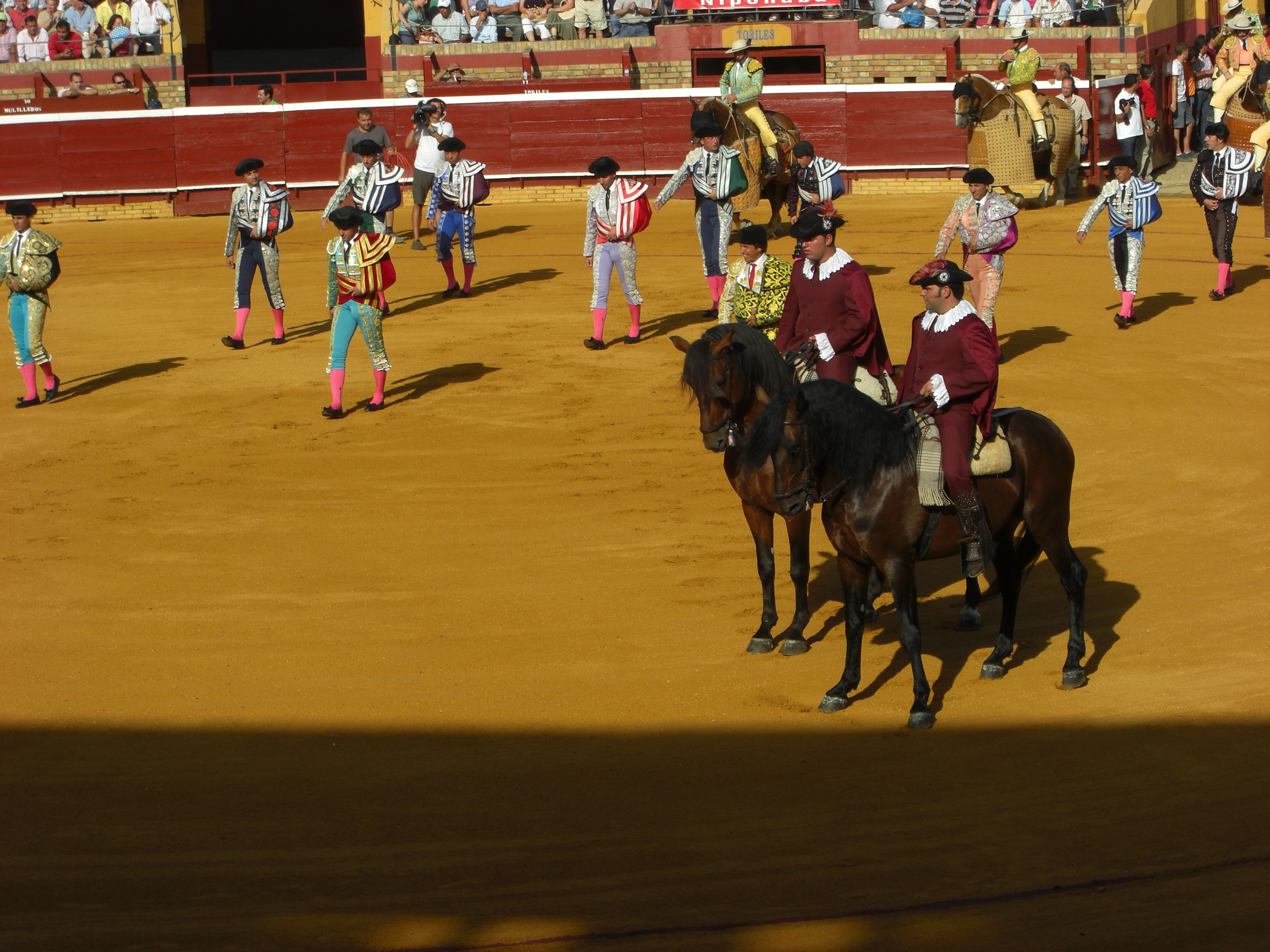
Paseo en août 2008 à Huelva, le chef de lidia étant juste derrière l'alguazil

L’ordre de passage des toreros dans une corrida est fonction de la date à laquelle ceux-ci ont pris l’alternative. Cette tradition date de la fin du XIXe siècle et de la rivalité entre El Chiclanero et Cuchares. Ce dernier parvint à imposer la priorité en fonction de l’ancienneté de l’alternative. Cette notion a plusieurs conséquences. Le torero le plus ancien, dit chef de lidia, doit être attentif au bon déroulement de la corrida. C’est également lui qui tire au sort ses taureaux en premier lors du sorteo. Cependant, nombre de toreros n’aiment pas forcément passer en premier, car le public n’est pas forcément très attentif et prêt à suivre les passes du chef de lidia.
Il combat les premier et quatrième taureaux, le deuxième par ancienneté combattant les deuxième et cinquième taureaux, le dernier d’ancienneté affrontant les troisième et sixième. Chef de lidia n’est pas seulement un titre honorifique : au cas où un autre matador serait blessé, le chef de lidia aurait la charge de son taureau.
Lors du paseo, les matadors sont classés par ordre d’ancienneté : à gauche (dans le sens de la marche) le plus ancien (le chef de lidia), à droite le deuxième d’ancienneté, au milieu le moins ancien des trois.
Aujourd’hui, l’ancienneté est déterminée selon un critère clairement défini : elle dépend de la date d’alternative. Aux XVIIIe et XIXe siècles, il n’en était pas de même ; les matadors se disputaient parfois, chacun exigeant d’être considéré comme le plus ancien. On vit des matadors en venir aux mains. On vit même un jour, alors que les deux plus anciens se chamaillaient devant la loge présidentielle, chacun exigeant du président qu’il le reconnaisse plus ancien que l’autre, le plus jeune des trois aller tuer le taureau, sans demander l'avis des deux autres matadors ni celui du président.
José Gómez Ortega « Joselito » exigeait d’être systématiquement chef de lidia, sauf quand était engagé son frère aîné, Rafael « El Gallo ». Quant à Juan Belmonte, jusqu’à la mort de « Joselito », il n’accepta de ne pas être chef de lidia que lorsque ce poste était dévolu à « Joselito » ou à « El Gallo ».
Aujourd’hui, c’est plutôt le contraire : nombre de matadors répugnent à « chauffer la salle » pour que ce soit un autre qui recueille les applaudissements. Ainsi, Manuel Benítez « El Cordobés » a toujours refusé d’être chef de lidia.